# Humor en els animals

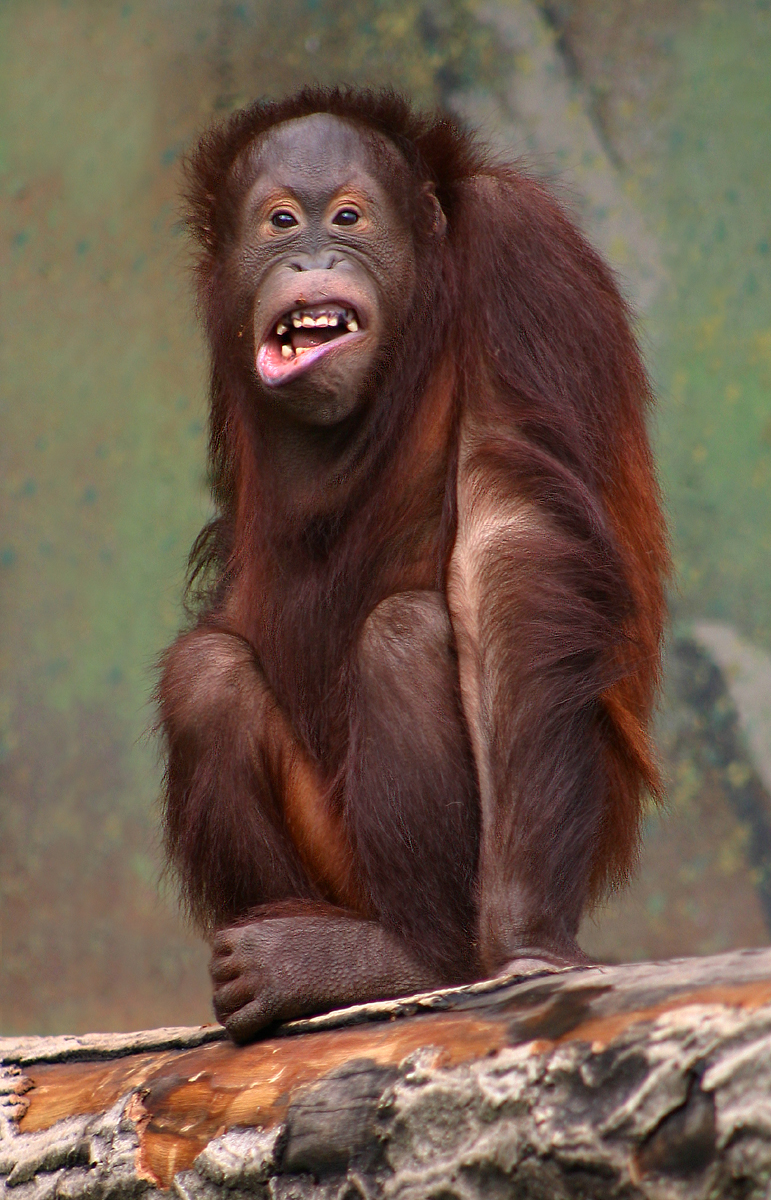
Un orangutan «rient»

L'humor en els animals s'ha estudiat en diferents espècies de mamífers i ocells. Hi ha primats no humans que riuen i fan bromes. Koko, una goril·la de les planes occidental que coneix una forma modificada de la llengua de signes americana, s'ha mostrat capaç de fer jocs de paraules. Segons el psicobiòleg Jaak Panksepp, alguns animals podrien reaccionar de manera positiva a les pallassades.
Des d'una perspectiva evolutiva, el riure és una adaptació social que serveix per a indicar l'acceptabilitat d'un comportament que en altres circumstàncies seria negatiu. En aquest sentit, s'han observat animals de diferents espècies emetent vocalitzacions assimilables al riure quan juguen a barallar-se o quan se'ls fan pessigolles.
La psicòloga Marina Davila-Ross i col·laboradors construïren un «arbre genealògic» d'aquestes vocalitzacions basant-se en les seves semblances i diferències en els homínids. L'arbre resultant reflecteix perfectament les relacions filogenètiques de les diferents espècies. A diferència dels humans, els altres homínids només «riuen» quan estan directament implicats en l'activitat divertida, però no quan observen altres individus.
Koko fa bromes com ara demanar-li a un entrenador que la persegueixi després d'haver-li lligat els cordills d'una sabata amb els de l'altra. Tara, una jove femella de ximpanzé del Yerkes National Primate Research Center, fou observada despertant una altra femella que dormia deixant-li caure una rata morta a l'esquena o el cap com a broma.
El lloro de Miriam Rothschild solia xiular i cridar el gos de la científica, i reia quan aquest venia.